# Avenida Dom Pedro I
Avenida Dom Pedro I é uma importante via da cidade brasileira de Belo Horizonte, que conecta a Avenida Presidente Antônio Carlos à Linha Verde. 

## Duplicação
Em março de 2011 foram iniciadas as obras de alargamento da avenida, com investimento anunciado de R$ 173 milhões de Reais e com previsão de término para Março de 2013. As obras, no entanto, só foram concluídas no primeiro semestre de 2014.
Com o alargamento, foram construídas pistas exclusiva de ônibus no centro da avenida, permitindo a implantação completa do BRT Antônio Carlos/Pedro I, sistema de transporte que atende cinco regionais administrativas da cidade e parte da demanda metropolitana de transporte coletivo.

## Move
Batizado de Move, o BRT iniciou suas operações na Avenida Pedro I no dia 13 de junho de 2014, mesmo com a via em obras, ligando a região de Venda Nova até o Centro.

## Queda de viaduto

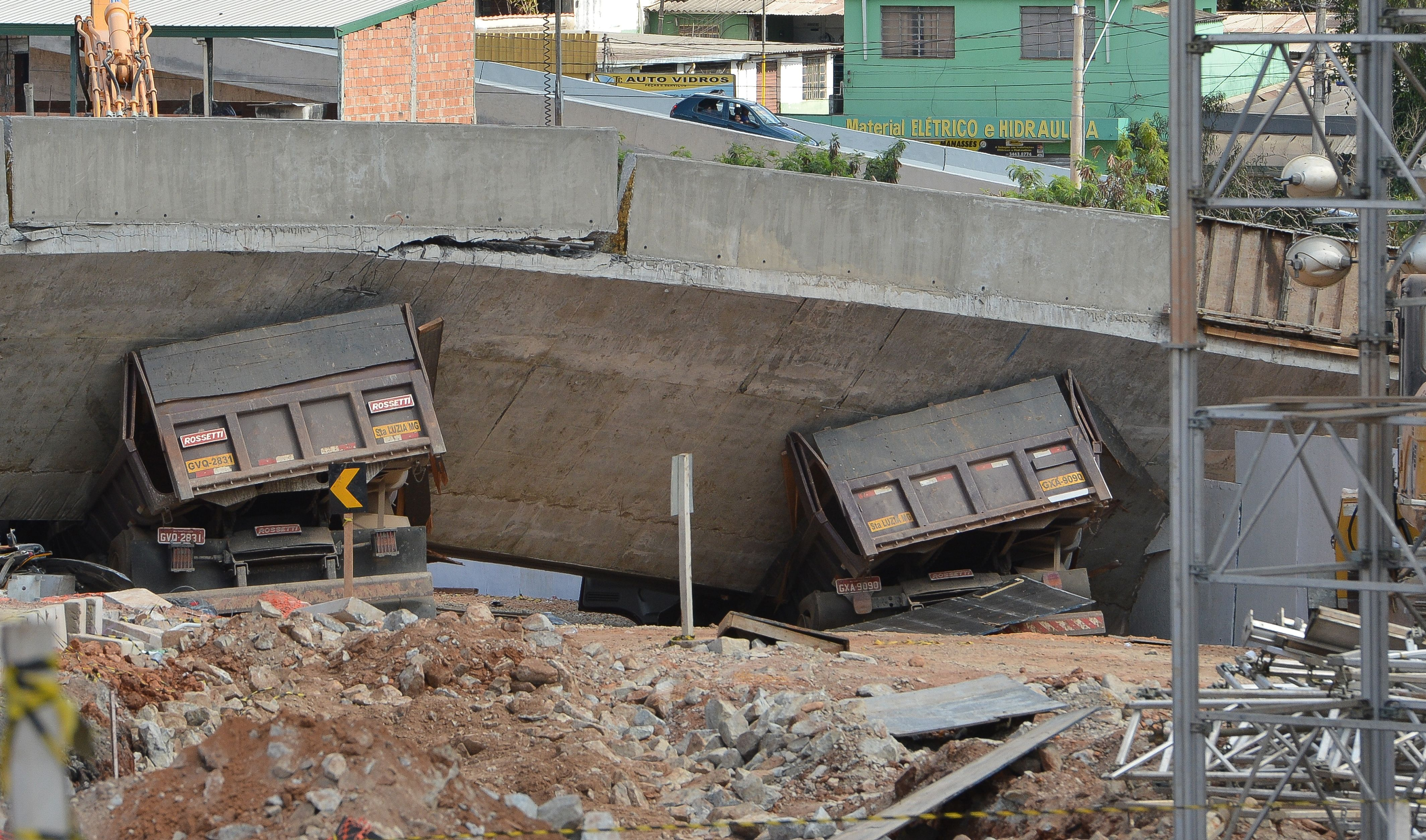
Viaduto Guararapes após o desabamento (Marcello Casal Jr/Agência Brasil)

No dia 3 de julho de 2014, parte do Viaduto Batalha dos Guararapes, que estava em término de construção, desabou quando os operários retiravam as escoras da estrutura, atingindo dois caminhões estacionados, além de um carro e um ônibus que transitavam pela via no momento da queda. Duas pessoas morreram e outras 23 ficaram feridas.
Segundo o resultado da perícia feita no projeto do viaduto, foram detectadas falhas de concepção do projeto executivo, o que provocou a queda do ramo sul do viaduto. De acordo com o relatório apresentado pelo diretor da Cowan, José Paulo Toller Motta, pelo calculista da Enescil Engenharia, Catão Francisco Ribeiro, e pelo perito e engenheiro Eduardo Vaz de Mello, membro efetivo do Instituto Brasileiro de Avaliações e Perícias de Engenharia-Mineiro (IBAPE/MG) e membro titular da Associação dos Peritos Judiciais de Minas Gerais (ASPEJUDI/MG), o bloco de sustentação de um dos pilares do elevado foi construído com apenas um décimo da quantidade necessária de aço e não suportou a carga.